# Comarque Emberá-Wounaan
Pour les articles homonymes, voir Emberá.
La comarque Emberá-Wounaan est une comarque indigène du Panama. Elle fut créée le 8 novembre 1983, par la Loi no 22, avec les territoires de Chepigana et Pinogana de la province de Darién. Sa capitale est Unión Chocó. 

## Géographie
La comarque Emberá-Wounaan avait une population de 8 246 habitants lors du recensement de l’an 2000. La superficie de la comarque est de 4 383,6 km2.
Elle est peuplée par l'ethnie Emberá, et dans sa partie orientale par l'ethnie Wounaan. Emberas et Wounaan sont réputés pour leur production artisanale de taguas et de tressages.

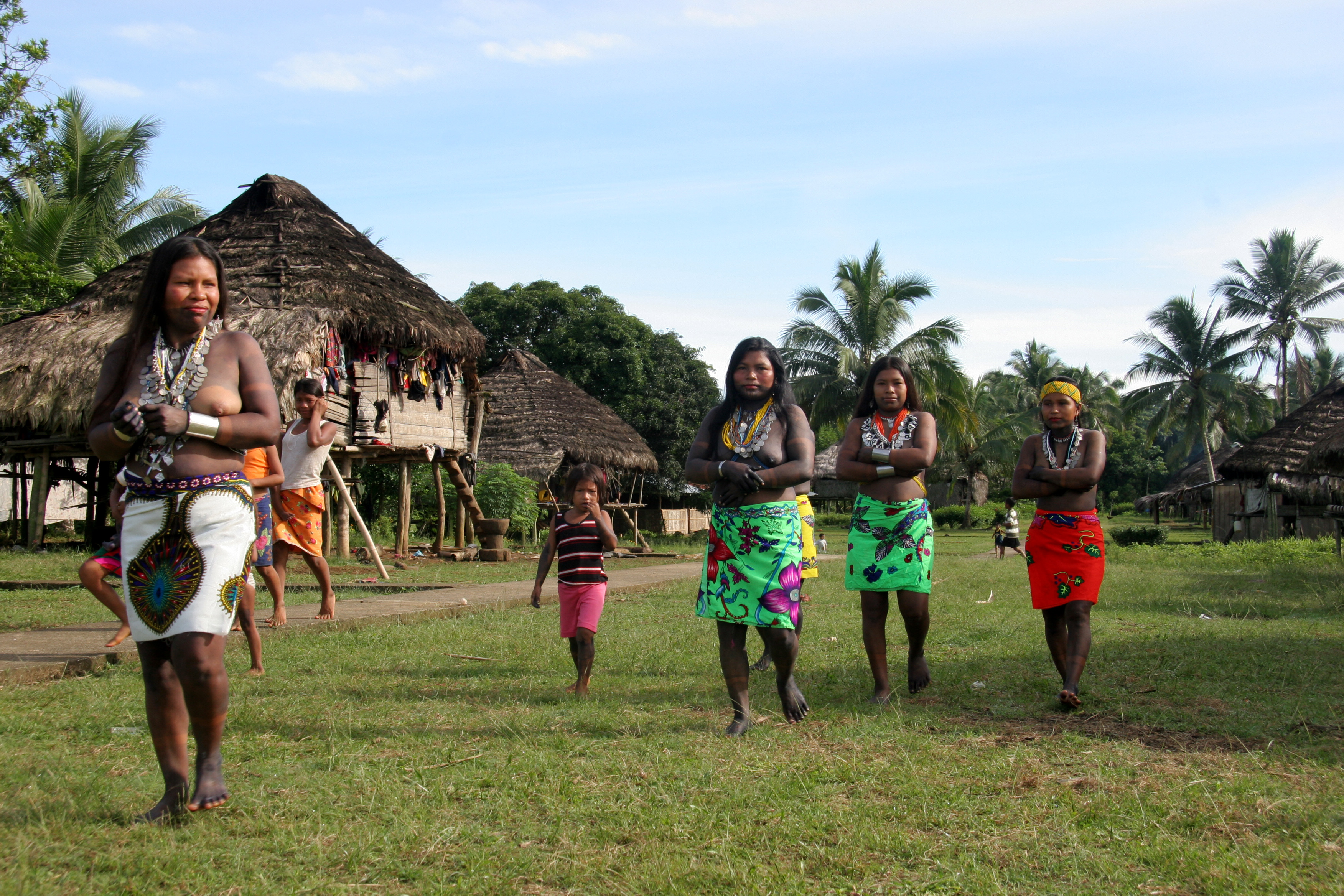
Femmes emberas dans un village du Darien
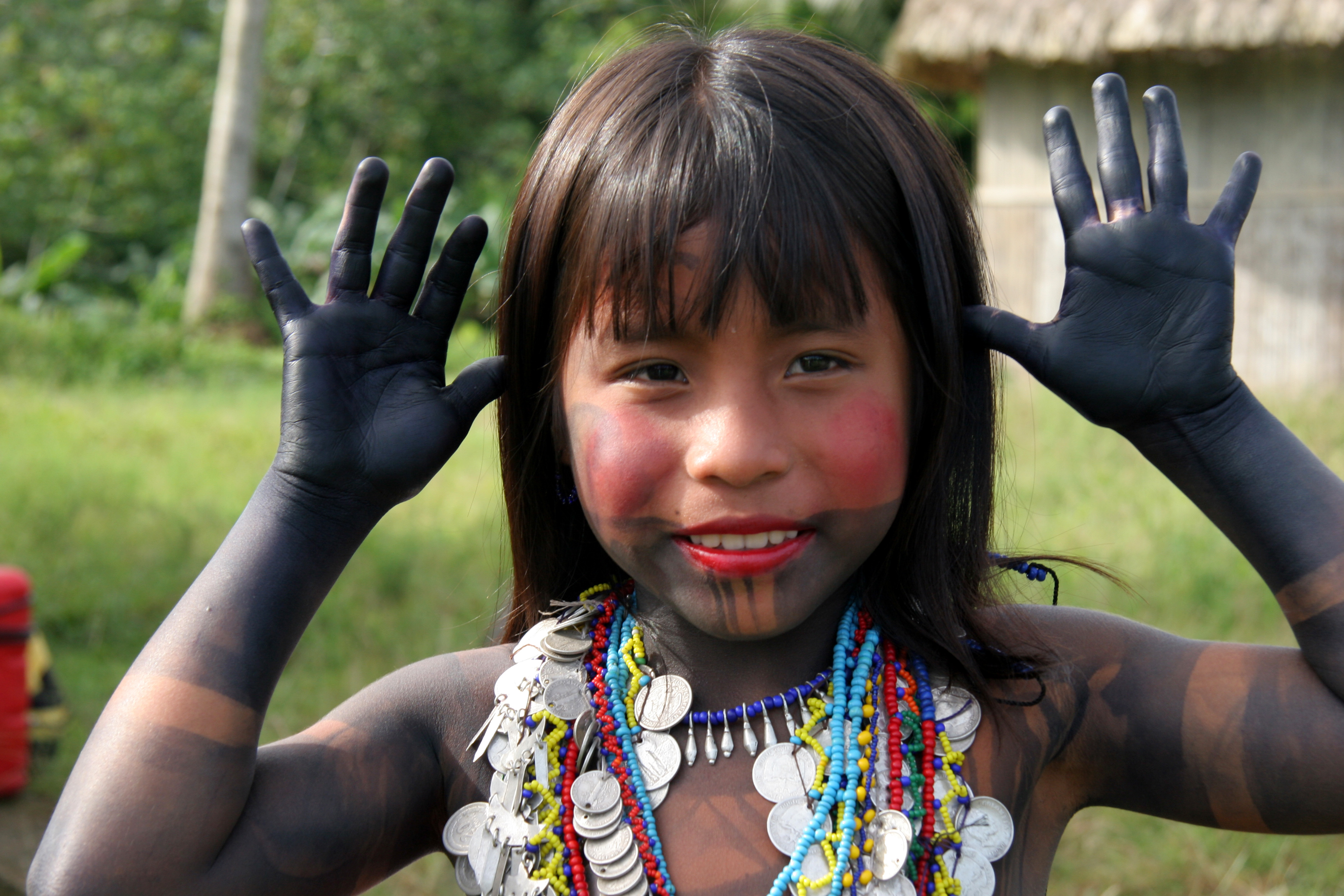
Fillette embera parée pour la danse
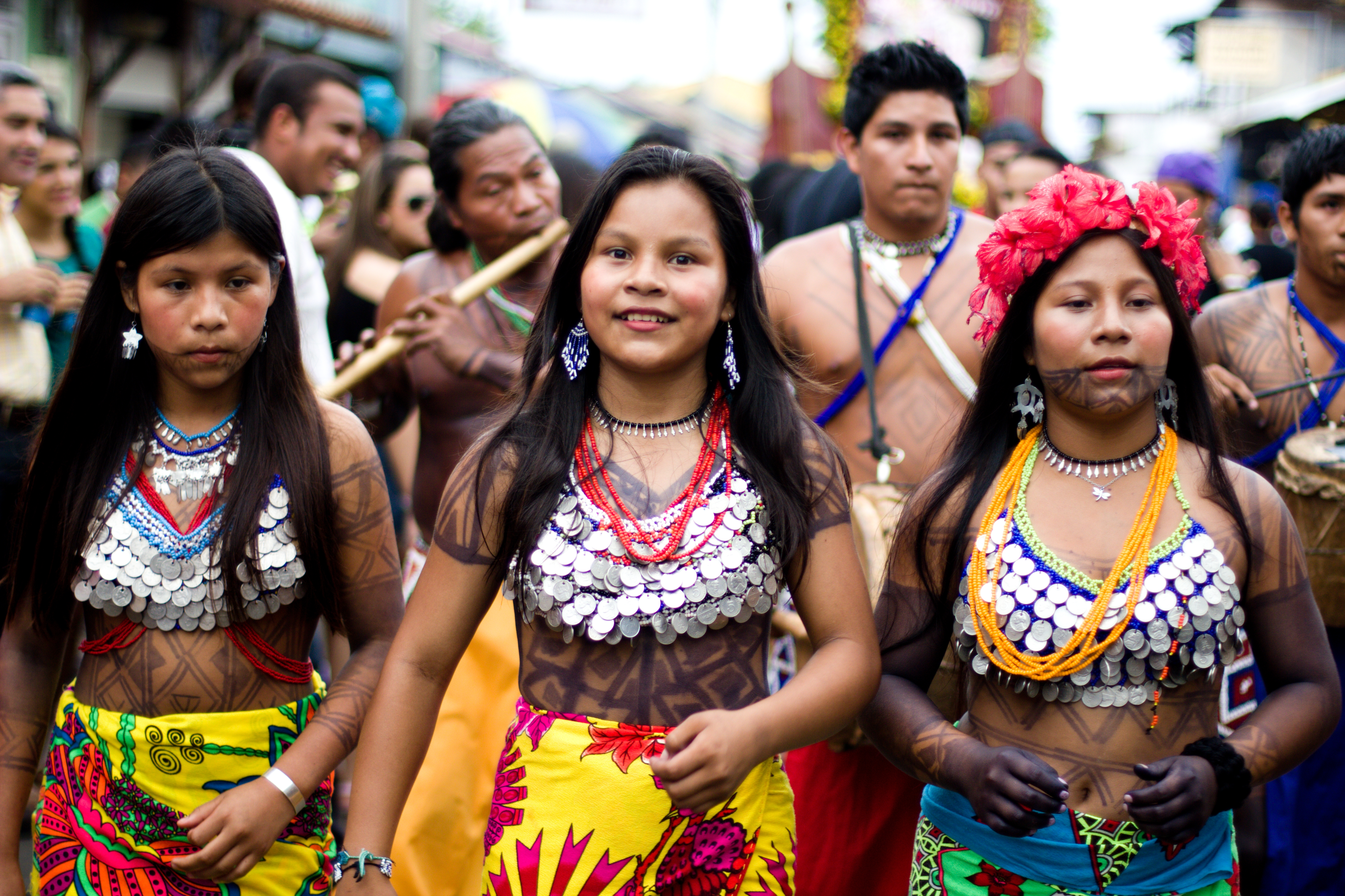
Femmes emberas

## Divisions administratives
La comarque Emberá-Wounaan se compose de deux corregimientos. Sa capitale est la ville de Unión Chocó.
| District de Cémaco - Cirilo Guaynora - Lajas Blancas (es) - Manuel Ortega (es) | District de Sambú - Jingurudó (es) - Río Sabalo (es) |